# Lombardore
Lombardore és un comune (municipi) de la ciutat metropolitana de Torí, a la regió italiana del Piemont, situat a uns 20 quilòmetres al nord de Torí. A 1 de gener de 2019 la seva població era de 1.735 habitants.
Lombardore limita amb els següents municipis: Bosconero, Leini, Rivarossa, San Benigno Canavese, San Francesco al Campo, Volpiano i Rivarolo Canavese.